# Quadragesimo anno
Quadragesimo anno (hrv. „Četrdeseta godina”) je enciklika pape Pia XI. objavljena 15. svibnja 1931. godine o 40. obljetnici izlaska enciklike Lava XIII. „Rerum novarum”. Enciklikom se nastavlja daljnji razvoj katoličkog socijalnog nauka.
Za razliku od Lava XIII., koji se bavio stanjem radnika, Pio XI. raspravlja o etičkim implikacijama društvenog i ekonomskog poretka. On opisuje glavne opasnosti za ljudsku slobodu i dostojanstvo koje proizlaze iz neobuzdanog kapitalizma, socijalizma i komunizma kakav se prakticira u Rusiji. Također poziva na rekonstrukciju društvenog poretka temeljenog na načelima solidarnosti i supsidijarnosti.

## Poveznice
- Socijalni nauk Katoličke Crkve
- Rerum novarum

## Vanjske poveznice
- Pio XI.. Hrvatska enciklopedija